# 致命吸引力 (金屬製品專輯)
《致命吸引力》（Death Magnetic）是美國重金屬樂團金屬製品的第九張錄音室專輯，於2008年9月12日由華納唱片發行。與樂團前幾張專輯相比，《致命吸引力》回歸了樂團最初的鞭擊金屬風格。這是樂團第一張貝斯手繼任者羅伯特·特魯希略參與製作的專輯。
金屬製品於2006年開始為新專輯創作音樂，後來於2007年3月至2008年5月在加利洛杉磯的不同錄音室錄製。在音樂上，《致命吸引力》與上一張專輯《聖氣凌人》截然不同，被認為是樂團對鞭擊金屬流派的回歸 ，而且具有更複雜和長時間的作品，大多數是以柯克·哈米特和詹姆斯·海特菲爾德的吉他獨奏為主，還包括樂團唯一一首器樂曲〈自殺與救贖〉（Suicide & Redemption）。
《致命吸引力》發行後登上了Billboard 200榜單冠軍，並在冠軍寶座上蟬聯整整五週。在2009年舉辦的第51屆葛萊美獎中，金屬製品以此專輯的〈我的末日〉一曲獲得葛萊美獎最佳金屬樂表演。2008年至2010年間樂團展開致命吸引力世界巡迴。